# Tumulus St. Michel

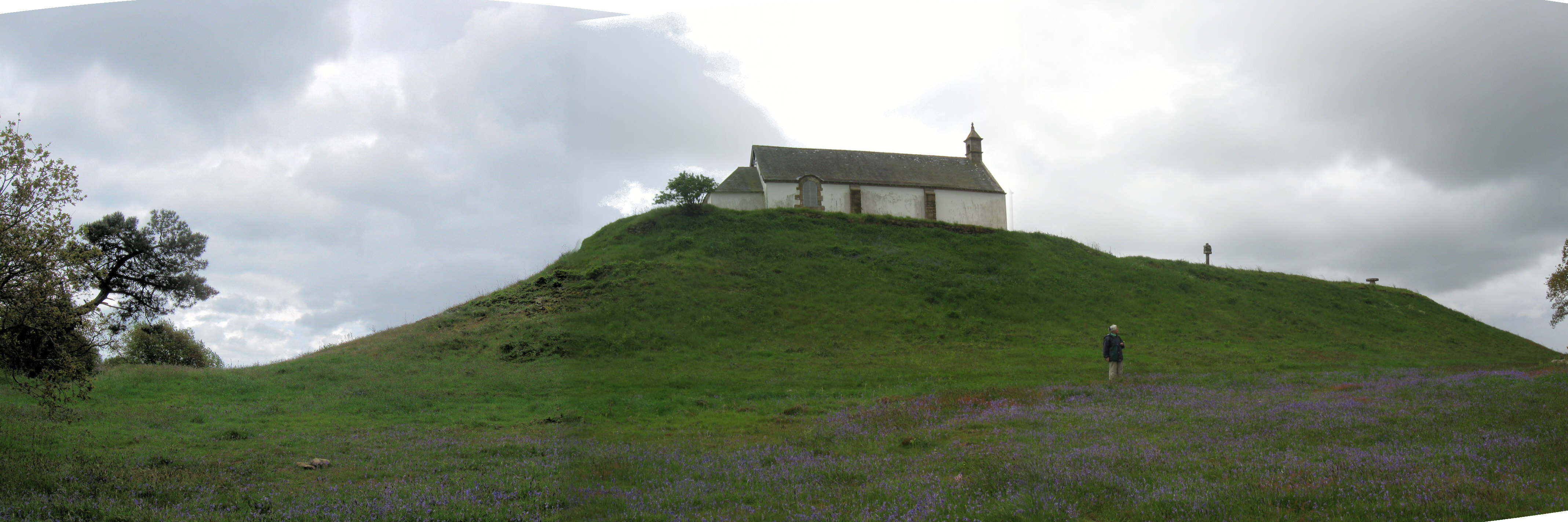
Tumulus St. Michel

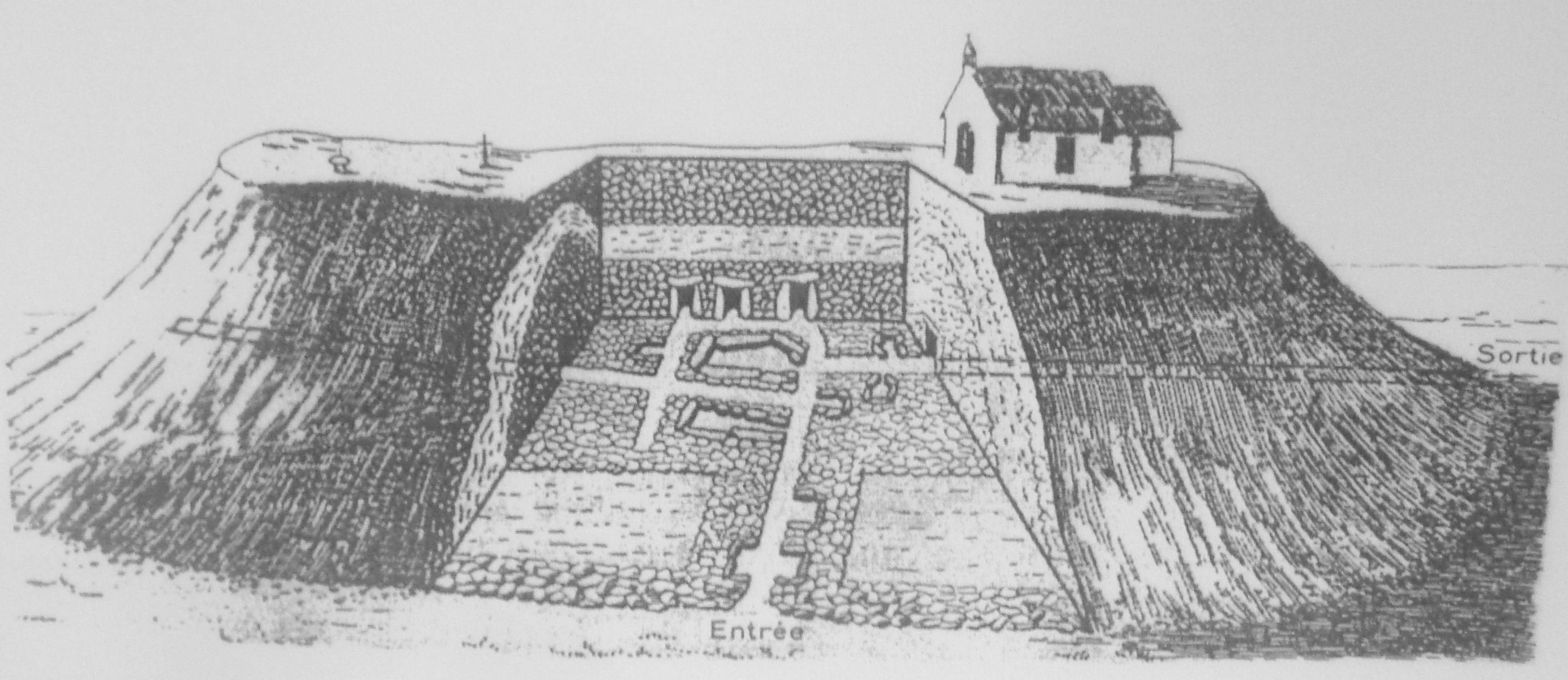
Einbauten im Tumulus

Der Tumulus St. Michel (nicht zu verwechseln mit dem Mont-Saint-Michel) liegt östlich des Ortes Carnac im Département Morbihan in der Bretagne in Frankreich. Er ist der größte Grabhügel Kontinentaleuropas. Da es sich beim Silbury Hill vermutlich nicht um einen Grabhügel handelt, ist der Tumulus St. Michel wahrscheinlich sogar der größte Grabhügel Europas.
Der Tumulus ist etwa 125,0 m lang, 60,0 m breit und 10,0 m hoch und verläuft in Ost-West-Richtung.
Die obere Plattform hat eine Länge von 75 m. Der Hügel hat einen gestreckten ovalen Steinkern (Galgal genannt), über dem eine mächtige Tonschicht liegt, während die Hügeloberfläche aus Steinen besteht. Auf dem Tumulus liegt die weithin sichtbare namengebende Kapelle aus dem 17. Jahrhundert, in der nur am 1. September jeden Jahres eine Messe stattfindet.
In der Mitte des Tumulus wurde eine zentrale, allseits geschlossene megalithische Kammer freigelegt. Auf dem Boden aus flachen Steinen lagen verbrannte menschliche Knochenreste. 39 Steinbeile (viele aus Jadeit und Fibrolith) steckten mit der Schneide nach oben in der Erde. Ferner barg man zehn Anhänger und eine Kette mit 97 Perlen aus Callaïs sowie Reste einer Perlenkette aus einer Art Elfenbein. 13 kleine Steinkisten sind rings herum angeordnet. Sie enthielten Reste verbrannter und unverbrannter Tierknochen. Südlich der Hauptkammer liegt eine etwas kleinere Kammer mit vorgebauten Gang (oder einer Vorkammer). Alle Anlagen sind von einer kreisrunden Mauer umgeben, die in ein falsches Gewölbe übergeht.
Um den Hügel zu untersuchen, wurde neben dem Querstollen auch ein Stollen in Längsrichtung durch den Hügel getrieben. Dabei entdeckte man am östlichen Ende (außerhalb des Galgal) eine Kammer mit Zugang im Norden. Ihre vier Deckplatten wurden von acht Tragsteinen gestützt. Der Boden war mit Kieselsteinen gepflastert. Gefunden wurden zwei Tongefäße, eine kleine Bronzeglocke (evtl. aus der Hallstattzeit), Abschläge und Holzkohle. Es handelt sich um eine spätere Nachbestattung.

## Siehe auch

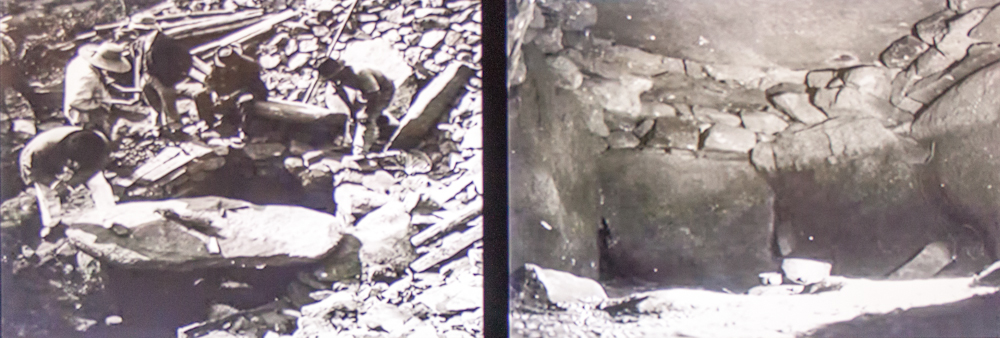
Ausgrabung Tumulus St Michel 1906